# تام اورت اسکات
تام اورت اسکات (انگلیسی: Tom Everett Scott؛ زادهٔ ۷ سپتامبر ۱۹۷۰) هنرپیشه اهل ایالات متحده آمریکا است. از فیلم‌هایی که وی در آن نقش داشته است، می‌توان به مسابقه تا کوه جادوگران، یک چیز واقعی، دشمنان نزدیک، مرد مرده در محوطه دانشگاه، تنر هال، دفترچه خاطرات، خواهر داماد، زندگی جنسی، آخرین حرف، برای اینکه من گفتم، بریوتاون، راهنمایی والدین، یک عشق واقعی و ون وایلدر اشاره کرد.
او همچنین در موزیکال موفق لا لا لند نیز حضور کوتاهی داشته است.